# Чернушенко, Мария Демьяновна
Мария Демьяновна Чернушенко (7 января 1925, село Смородьковка, теперь Купянского района Харьковской области — ?) — советская государственная деятельница, агроном, бригадир полеводческой бригады колхоза имени Шевченко Купянского района Харьковской области. Герой Социалистического Труда (16.02.1948). Депутат Верховного Совета УССР 4-го созыва.

## Биография
Родилась в крестьянской семье. Трудовую деятельность начала колхозницей колхоза имени Шевченко села Смородьковки Купянского района Харьковской области.
С 1946 года — звеньевая колхоза имени Шевченко Купянского района Харьковской области. В 1947 году получила по 34 центнеров пшеницы с каждого гектара на закрепленной за ней площади 8 гектаров, за что Указом Президиума Верховного Совета СССР 16 февраля 1948 года ей было присвоено звание Героя Социалистического Труда.
В 1950—1953 годах — студентка трехлетней сельскохозяйственной школы.
С 1953 года — агроном, бригадир полеводческой бригады колхоза имени Шевченко села Смородьковки Купянского района Харьковской области.
Потом — на пенсии в городе Купянске Харьковской области.

## Награды
- Герой Социалистического Труда (16.02.1948)
- орден Ленина (16.02.1948)
- медали